# Psomophis genimaculatus
Psomophis genimaculatus là một loài rắn trong họ Rắn nước. Loài này được Boettger mô tả khoa học đầu tiên năm 1885.